# Нижнебиккузинский сельсовет
Нижнебиккузинский сельсовет — муниципальное образование в Кугарчинском районе Башкортостана.
Административный центр — деревня Нижнебиккузино.

## История
Согласно Закону о границах, статусе и административных центрах муниципальных образований в Республике Башкортостан имеет статус сельского поселения.

## Население
| 2002 | 2009 | 2010 | 2012 | 2013 | 2014 | 2015 |
| ---- | ---- | ---- | ---- | ---- | ---- | ---- |
| 729  | ↘692 | ↘594 | ↘585 | ↘570 | ↘562 | ↘550 |
| 2016 | 2017 | 2018 |      |      |      |      |
| ↘536 | ↗537 | ↘517 |      |      |      |      |

## Состав сельского поселения
| № | Населённый пункт | Тип населённого пункта          | Население |
| - | ---------------- | ------------------------------- | --------- |
| 1 | Нижнебиккузино   | деревня, административный центр | ↘263      |
| 2 | Верхнебиккузино  | деревня                         | ↘214      |
| 3 | Мряушлинский     | деревня                         | ↘109      |
| 4 | Петропавловка    | деревня                         | →4        |
| 5 | Прибельский      | хутор                           | ↘4        |